# Юлдузлы
Юлдузлы (баш. Йондоҙло) — деревня в Буздякском районе Республики Башкортостан Российской Федерации. Входит в состав Арслановского сельсовета. 

## География

### Географическое положение
Расстояние до:
- районного центра (Буздяк): 26 км,
- центра сельсовета (Старые Богады): 8 км,
- ближайшей ж/д станции (Буздяк): 11 км.

## Население
| 2002 | 2009 | 2010 |
| ---- | ---- | ---- |
| 143  | ↘132 | ↘129 |

Согласно переписи 2002 года, преобладающие национальности — татары (57 %), башкиры (39 %).